# Projekt Erweiterte Selbstständigkeit
Gegenstand der früher unter der Bezeichnung Projekt Erweiterte Selbstständigkeit (PES) geführten Maßnahme der rheinland-pfälzischen Landesregierung, ist die
Vermeidung von temporärem Unterrichtungsausfall durch Erweiterung der Handlungsmöglichkeiten der Schulen in Rheinland-Pfalz.

## Ziele
Im Rahmen dieses Projekts soll mit einer Verlagerung der Entscheidung über Vertretungsmöglichkeiten in die Schulen und einer Erweiterung der Entscheidungsmöglichkeiten der Schulleitungen hinsichtlich des Lehrkräfteeinsatzes der temporäre Unterrichtsausfall weiter reduziert werden. Hierzu erhalten die Schulen ein eigenes Budget. Gleichzeitig werden Möglichkeiten der Begründung von Beschäftigungsverhältnissen in den Schulen unter Nutzung des elektronischen Datenaustausches mit der Aufsichts- und Dienstleistungsdirektion (ADD) und der Oberfinanzdirektion (OFD) weiter ausgebaut.
Die teilnehmenden Schulen sollen innerhalb eines vorgegebenen Budgets ein Vertretungskonzept für die Schule entwickeln, d. h. eigenverantwortlich Vertretungsunterricht disponieren und organisieren, Freiräume hinsichtlich der Verwendung ihnen zugewiesener Stunden nutzen, eine Vertretungsbereitschaft in der Schule und im schulischen Umfeld aufbauen, die Notwendigkeit der Vertretung bereits bei der Planung einbeziehen, alle Möglichkeiten zur Reduzierung von Unterrichtsausfall ausschöpfen, den Unterrichtsausfall in der vorgegebenen Weise dokumentieren und über ihre Erfahrungen und Verbesserungsvorschläge berichten.

## Bisherige Entwicklung
Nach einem Vorprojekt mit 10 Schulen im Schuljahr 2001/2002 nahmen im ersten Projektjahr, Schuljahr 2002/2003 142 Schulen verschiedener Schularten erfolgreich an diesem Projekt teil. Im zweiten Projektjahr, Schuljahr 2003/2004, stieg die Zahl auf 238 Schulen, im Schuljahr 2004/2005 waren es 326 Schulen; im vierten Projektjahr, Schuljahr 2005/2006, nehmen 444 Schulen, davon auch erstmals 40 Ganztagsgrundschulen, erfolgreich an PES teil. Generell kann festgestellt werden, dass die bisher beteiligten Schulen diese erweiterten Möglichkeiten sehr begrüßen und dass es an den Projektschulen zu einer deutlichen Reduzierung des Unterrichtsausfalls gekommen ist.
Im Schuljahr 2013/14 regulieren bereits 792 öffentliche Schulen in Selbstverantwortung ihren temporären Unterrichtsausfall. Wiederum ab dem Schuljahr 2013/14 ist das "Projekt Erweiterte Selbstständigkeit von Schulen" unter der neuen Bezeichnung "Personalmanagement im Rahmen Erweiterter Selbstständigkeit von Schulen" (PES) in den Regelbetrieb der ADD überführt worden.

## Durchführung
Die an dem Projekt beteiligten Schulen werden in regionalen Schulungsveranstaltungen geschult. Die Begleitung des Projektes erfolgt durch eine Steuerungsgruppe der Schulaufsicht und die Fortbildungsinstitute.

### Regelungen
Jede Schule erhält ein eigenes nach Schulgröße gestaffeltes Vertretungsbudget zur Regulierung kurzfristigen Vertretungsbedarfs. Damit verbunden sind einige Bedingungen die fordern, dass alle Möglichkeiten zur Vertretung von Unterricht ausgeschöpft werden sollen. Die der Schule zur Verfügung stehenden Mitteln können dazu genutzt werden selbstständig Vertretungsverträge mit einer Dauer bis zu einem Jahr abzuschließen, sofern schulorganisatorische Maßnahmen nicht ausreichen. Die Schule ist angehalten ein Konzept für die Vertretung von Unterricht zu entwickeln und evaluieren. Durch das Budget besteht die Möglichkeit, zusätzliche Stunden auch von außerhalb "einzukaufen" (Vertretungsbereitschaft im schulischen Umfeld). Falls eine Vertretung durch eine für die Schulart ausgebildete Lehrkraft mit 1. und 2. Staatsexamen nicht möglich ist, können an die Stelle des Vertretungsunterrichts auch zusätzliche fachliche und pädagogische Angebote durch qualifizierte Kräfte von außerhalb treten (Beispiel: Eine Schulung zum Thema "Digitale Fotografie und Bildbearbeitung am PC"). Die Schulleitungen soll die Möglichkeiten des Einsatzes von Lehrkräften erproben, deren Belastbarkeit aus gesundheitlichen Gründen eingeschränkt ist (Gruppenbildung, Doppelbesetzung u. a.). Bei dieser Form des Einsatzes berät auch die Arbeitsgruppe Lehrergesundheit bei der ADD. Eine letzte Bedingung ist die Analyse und Bewertung der Schule ihrer Aktivitäten hinsichtlich geschlechtsspezifischer Auswirkungen. Werden einseitige Benachteiligungen festgestellt, so werden die zukünftigen Einsatzplanungen so geändert, dass diese Benachteiligungen nicht mehr auftreten.

### Inhaltliche Vorgaben
Die teilnehmenden Schulen verpflichten sich, vor dem Hintergrund der beschriebenen Rahmenbedingungen eine Ist-Analyse zu fertigen, ein Konzept zu entwickeln und zu beschreiben, d. h. durch eine auf das Schuljahr bezogene Abstimmung aller schulischer Unternehmungen, durch Grundsatzregelungen für Vertretungen und die Einrichtung von Vertretungsbereitschaften in der Schule Unterrichtsausfall zu verringern. Weiter sollen die Schulen eine Vertretungsbereitschaft im schulischen Umfeld aufzubauen und von Vertretung betroffenen Schülerinnen und Schülern ein pädagogisch begründetes Vertretungs- und Arbeitsangebot zu machen. Ziel der Schulen sollte sein, die inhaltlichen und technischen Voraussetzungen für den Abschluss von Verträgen und die Erhebung des Unterrichtsausfalls in Abstimmung mit der ADD zu schaffen und die dazu erforderlichen Arbeiten zu leisten, wobei die bestehenden rechtlichen Vorgaben einzuhalten sind. Die Aktivitäten und Ergebnisse sind zu dokumentieren, zu analysieren und zu bewerten. Erwartet wird außerdem eine regelmäßig statistischen Erhebung über die Unterrichtsvertretung. Natürlich sollten die Schulen eng mit der Schulbehörde, der obersten Schulbehörde, der Gleichstellungsbeauftragten, den Personalräten und den Elternvertretungen zusammenarbeiten und ggf. die Schwerbehindertenvertretung einbinden. In der Schule sind Aufzeichnungen über den tatsächlichen Einsatz der Lehrkräfte zu führen, um eine ausgewogene Belastung der Lehrkräfte bei Vertretungen anstreben zu können. Dabei sind auch familienpolitische Gesichtspunkte zu berücksichtigen. Insbesondere hat die Schule Regelungen zur Beurlaubung und Freistellung von Lehrkräften zu beachten, die Fortbildungsaktivitäten im Sinn eines Fortbildungskonzepts mittelfristig einzuplanen. Für Schulfahrten und andere schulische Projekte ist eine abgestimmte Planung anzustreben.

### Voraussetzungen
Die Schulleitung bezieht die Gesamtkonferenz in die Entscheidung über die Teilnahme an PES mit ein. Der Örtliche Personalrat und ggf. die Schwerbehindertenvertretung sind zu beteiligen. Im Sinne der vertrauensvollen Zusammenarbeit sollte die Teilnahme an PES einvernehmlich beschlossen werden.

### Instrumente
Das Landesmedienzentrum Rheinland-Pfalz stellt den PES-Schulen ein Internet-Portal zur Verfügung. Es enthält alle erforderlichen Instrumente, um
- eine schulbezogene Datenbank für die Vertretungsbereitschaft aufzubauen,
- Personen einer schulübergreifenden Vertretungsdatenbank einzubeziehen,
- Arbeitsverträge nach dem aktuellen Stand des Arbeitsrechtes automatisch anzufertigen,
- Angaben zum Vertretungskonzept zu erfassen,
- Statistische Angaben zu erfassen

Das PES-Portal ist Teil des umfassenden zentralen rheinland-pfälzischen Datenbank- und Portalsystems eSchule24.